# クリスティアン・パンダー (動物学者)

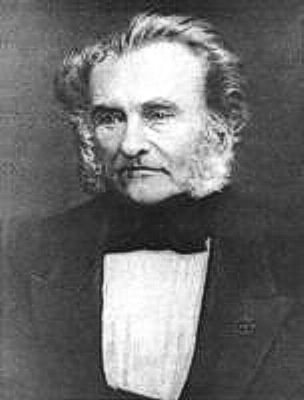
Christian Heinrich Pander

クリスティアン・パンダーことクリスティアーン・ハインリヒ・パンダー（ロシア語: Христиан Иванович (Генрих) Пандер, Christian Heinrich Pander, 1794年7月23日　リーガ - 1865年9月22日　ペテルブルク）は、ラトビア出身の動物学者。レオポルディーナ会員。
ニワトリの胚発生の研究によってよく知られており、発生学の創始者の一人とされる。
示準化石として重要なコノドントを初めて報告した。そのため、コノドントの研究を専門とする英国パンダー協会は、パンダーにちなんで名付けられている。

## 業績

### 発生学
1817年からの論文で、パンダーは胚葉の概念を確立した。イラストがないラテン語版と、ダルトンの銅版画が添えられたドイツ語版で、胚発生を3つの胚葉、外胚葉、中胚葉、内胚葉の発達として説明している。胚におけるベーアの法則で有名なカール・エルンスト・フォン・ベーア は、その著書をパンダーに捧げている。

### 比較解剖学
ダルトンと共に1818/1819年に南ヨーロッパと西ヨーロッパ（スペイン、ポルトガル、オランダ、イギリス、フランス）への調査旅行を行なった。旅行の目的は、比較解剖学（特に哺乳類と鳥類の解剖学）の研究であり、14巻の比較解剖学書が残されている。この本は、ゲーテによって賞賛されてレビューされると共に、チャールズ・ダーウィンは種の起源の「先駆者」として最初の巻について言及している。

### 晩年–古生物学と地質学の研究
1827年にパンダーは国立科学アカデミー・レオポルディーナを去り、サンクトペテルブルクの鉱業部門で特別研究任務の職員として働くなどし、1856年にコノドントのグループを科学的に説明した。

## 名声
シーラカンス属Panderichthys 
三葉虫のPanderina およびPanderian器官
ヒユ科植物のPanderia属
これらはパンダーの業績であり、Panda（パンダ）とは関係ない。

コノドント研究における生涯の功績に対して研究者にはパンダーメダルが授与され、「パンダラー」とも呼ばれる。

## 著作
- "Beiträge zur Entwicklungsgeschichte des Hühnchens im Eie", 1817

### 発生学
- Dissertatio inauguralis sistens historiam metamorphoseos quam ovum incubatum prioribus quinque diebus subit. Würzburg 1817 (ラテン語論文)
- Beiträge zur Entwickelungsgeschichte des Hühnchens im Eye, Würzburg 1817 (ドイツ語論文)
- Les textes embryologiques de Christian Heinrich Pander (1794–1865) . Brepols, Turnhout 2003, ISBN 2-503-52180-0
- (Dissertatio inauguralis sistens historiam metamorphoseos quam ovum incubatum prioribus quinque diebus subit und Beiträge zur Entwickelungsgeschichte des Hühnchens, jeweils im lateinischen bzw).

### 比較解剖学
Vergleichende Osteologie, 14 Bände, Bonn: Weber, 1821–1838（ダルトン親子との共著）
- Band I, 1: Das Riesen-Faulthier, Bradypus giganteus, abgebildet, beschrieben und mit den verwandten Geschlechtern verglichen, Bonn 1821
- Band I, 2: Die Skelete der Pachydermata, Bonn 1821
- Band I, 3: Die Skelete der Raubthiere, Bonn 1822
- Band I, 4: Die Skelete der Wiederkäuer, Bonn 1823
- Band I, 5: Die Skelete der Nagethiere (Teil 1), Bonn 1823
- Band I, 6: Die Skelete der Nagethiere (Teil 2), Bonn 1824
- Band I, 7: Die Skelete der Vierhänder, Bonn 1824
- Band I, 8: Die Skelete der zahnlosen Thiere, Bonn 1825
- Band I, 9: Die Skelete der Robben und Lamantine, Bonn 1826
- Band I, 10: Die Skelete der Cetaceen, Bonn 1827
- Band I, 11: Die Skelete der Beutelthiere, Bonn 1828
- Band I, 12: Die Skelete der Chiropteren und Insectivoren, Bonn 1831
- Band II, 1: Die Skelete der Straußartigen Vögel, Bonn 1827
- Band II, 2: Die Skelete der Raubvögel, Bonn 1838

### 地質古生物学
- Beiträge zur Naturkunde aus den Ostseeprovinzen Rußlands, Dorpat 1820
- Beiträge zur Geognosie des Russischen Reiches, St. Petersburg 1830
- Fossile Fische der Russisch-Baltischen Gouvernements, mehrere Bände, Sankt Petersburg: Akademie der Wissenschaften, 1856–1860
  - Band 1: Monographie der fossilen Fische des Silurischen Systems des russisch-baltischen Gouvernements, St. Petersburg 1856
  - Band 2: Ueber die Placodermen des Devonischen Systems, St. Petersburg 1857
  - Band 3: Über die Ctenodipterinen des devonischen Systems , St. Petersburg 1858
  - Band 4: Über die Saurodipterinen, Dendrodonten, Glyptolepiden und Cheirolepiden des Devonischen Systems, St. Petersburg 1860